# Доротей Сідонський
Доротей Сідонський (Dorotheus Sidonius) — один із найвідоміших античних астрологів I ст. н. е., діяльність якого припала на часи правління римського імператора Калігули (12 — 41 н. е.). За походженням елінізований фінікієць, його життя, очевидно, протікало в Єгипті.
Автор астрологічної поеми у п'яти книгах (т. зв. «Pentateuch» — «П'ятикнижжя»), перекладеної у III ст. мовою пехлеві, а з неї — арабською. В цій поемі висвітлювались питання натальної і елективної астрології, були наведені принципи системи домів гороскопа Знак — Дім (можливо, вперше в історії астрології), описана система тригональних управителів, яка використовується астрологами і донині. Ця книга мала величезний вплив як на античну астрологію, так і на середньовічну(арабську, перську, єврейську, латинську, візантійську та їх похідні). Оригінальна поема грецькою цілковито не збереглася, до нас дійшли тільки окремі фрагменти, а також цитати і перекази у виконанні пізніших авторів-астрологів. Очевидними є втрачені цілі уривки, а 5та книга є основним джерелом еліністичної катархен-астрології(хорарна та елективна). Врешті Д. Пінгрі перекладена та видана англійською у 1976 р.